# Economia da cidade de Nova Iorque

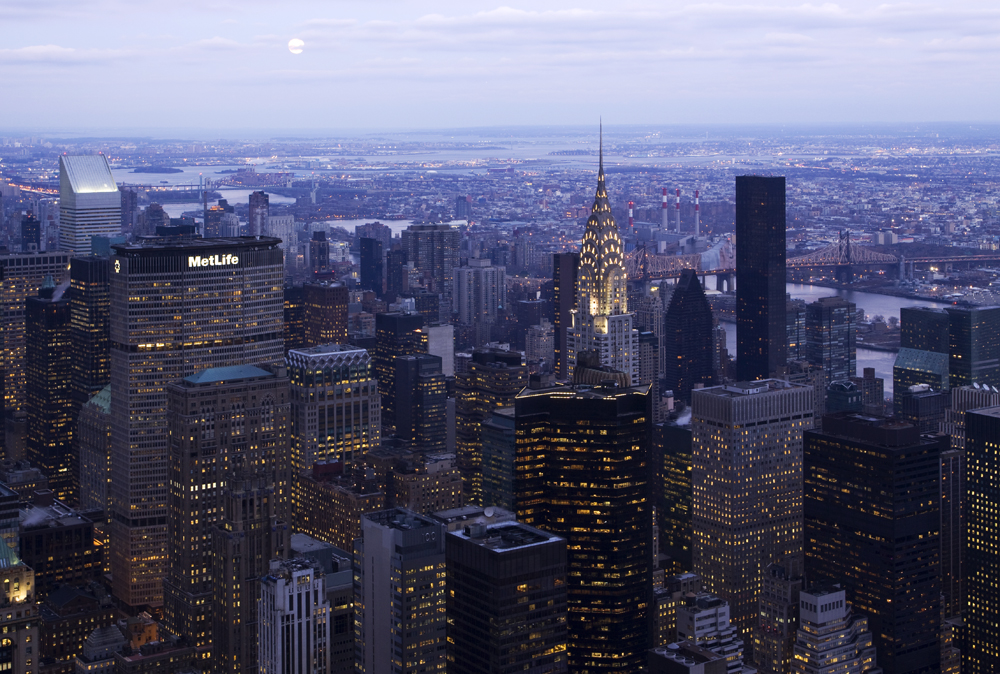
O East Side de Midtown Manhattan, na cidade de Nova Iorque, o maior distrito comercial central do mundo. Manhattan é o epicentro da principal economia metropolitana americana.

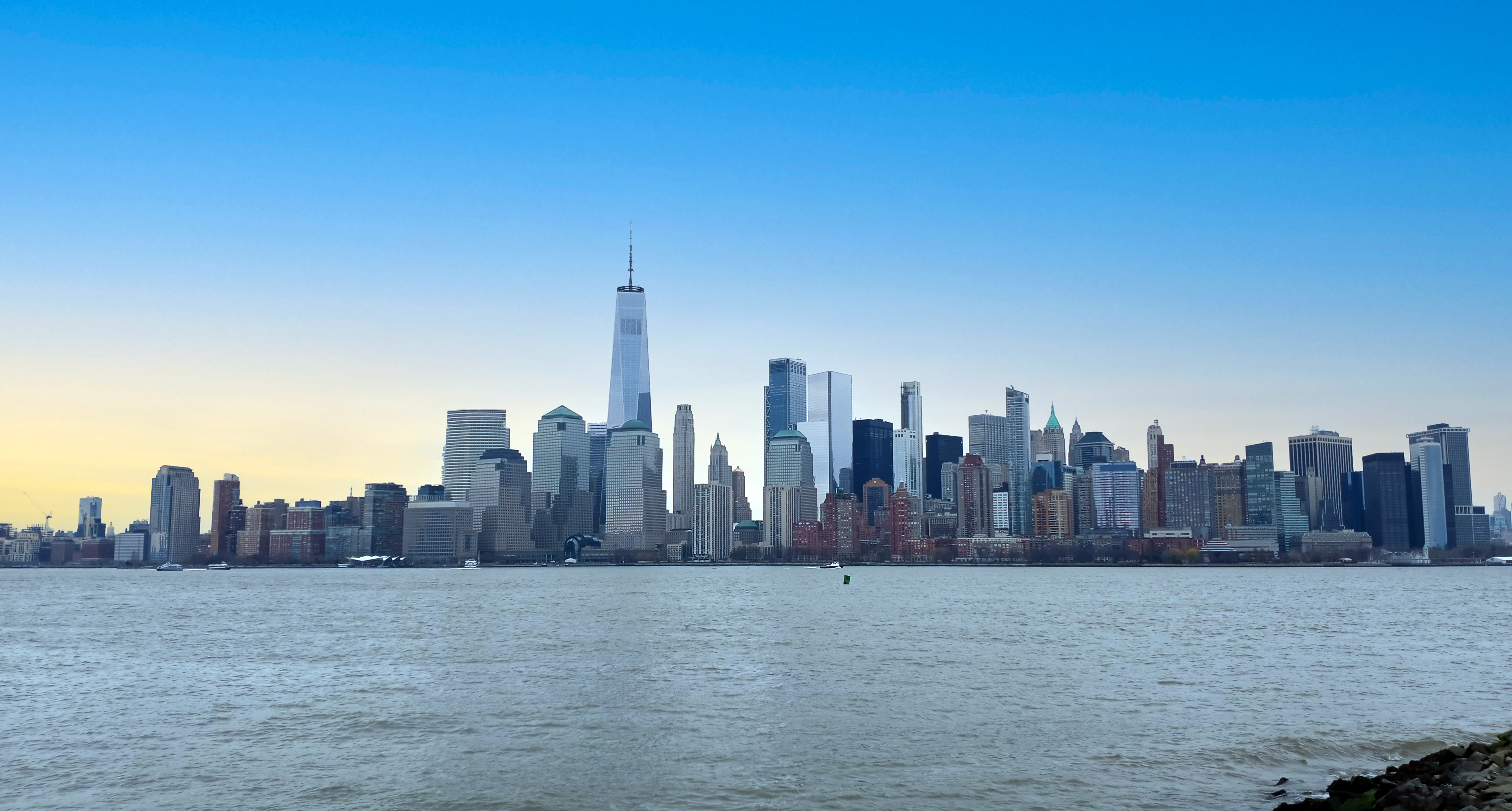
Lower Manhattan, a casa de Wall Street, ancora o papel da cidade de Nova Iorque como o principal centro financeiro do mundo.

A economia da cidade de Nova Iorque abrange a maior economia municipal e regional dos Estados Unidos. Em 2022, a área metropolitana de Nova Iorque gerou US$ 2,1 trilhões, com uma população de 23,6 milhões de pessoas. Ancorada por Wall Street em Lower Manhattan, a cidade de Nova Iorque tem sido caracterizada como o principal centro financeiro do mundo. A cidade abriga a Bolsa de Valores de Nova Iorque (NYSE) e a Nasdaq, as duas maiores bolsas de valores do mundo, tanto em capitalização de mercado quanto em atividade comercial.
A cidade de Nova Iorque, ancorada por Manhattan, é o principal centro bancário, financeiro e de comunicação do mundo. É o lar da NYSE em Wall Street. Muitas das maiores corporações do mundo estão sediadas em Manhattan. O bairro continha mais de 500 milhões de pés quadrados (46,5 milhões de m²) de espaço para escritórios em 2015, tornando-se o maior mercado de escritórios nos Estados Unidos. Midtown Manhattan, com quase 400 milhões de pés quadrados (37,2 milhões de m²) no mesmo ano, é o maior distrito comercial central do mundo. A cidade de Nova Iorque é distinta por sua alta concentração de empresas do setor de serviços avançados nas áreas jurídica, contábil, bancária e de consultoria de gestão. É o principal centro global da indústria publicitária, que é metonimicamente chamado de "Madison Avenue".
Finanças, saúde e ciências da vida, alta tecnologia e biotecnologia, imóveis e seguros formam a base da economia da cidade de Nova Iorque. A cidade também é o centro mais importante do país para mídia de massa, jornalismo e publicação. Além disso, é o principal centro de artes do país. Indústrias criativas, como mídia digital, publicidade, moda, design e arquitetura, representam uma parcela crescente do emprego. A cidade de Nova Iorque possui fortes vantagens competitivas nessas indústrias. Apesar do declínio, a fabricação continua importante. O Porto de Nova Iorque e Nova Jérsia é um importante motor econômico, movimentando um volume de carga marítima nos dez meses até outubro de 2022 de mais de 8,2 milhões de TEUs, beneficiando pós-Panamax da expansão do Canal do Panamá, e acelerando à frente dos portos da Califórnia em volumes mensais de carga.

## Visão geral econômica da cidade
A cidade de Nova Iorque é um centro global de negócios e comércio, como centro de bancos e finanças, varejo, comércio mundial, transporte, turismo, imóveis, novas mídias, mídia tradicional, publicidade, serviços jurídicos, contabilidade, seguros, teatro, moda, e as artes nos Estados Unidos; enquanto Silicon Alley, metonímia da esfera de alta tecnologia de amplo espectro de Nova Iorque, continua a se expandir. O Porto de Nova Iorque e Nova Jérsia também é um importante motor econômico, movimentando volume recorde de carga em 2017, mais de 6,7 milhões de TEUs. A taxa de desemprego da cidade de Nova Iorque caiu para seu recorde de baixa de 4,0% em setembro de 2018.
Muitas corporações Fortune 500 estão sediadas na cidade de Nova Iorque, assim como um grande número de corporações multinacionais . Um em cada dez empregos no setor privado na cidade é em uma empresa estrangeira. A cidade de Nova Iorque foi classificada em primeiro lugar entre as cidades de todo o mundo em atrair capital, negócios e turistas. Em 2017, havia 205.592 empresas empregadoras na cidade de Nova Iorque, das quais 131.584 dessas empresas eram de propriedade de homens e 45.114 eram de propriedade de mulheres. Dessas empresas, 64.514 pertenciam a minorias e 125.877 eram propriedade de não minorias. Os veteranos possuíam 5.506 dessas empresas.
Desde 2013, as agências globais de publicidade Omnicom Group e Interpublic Group, ambas sediadas em Manhattan, somaram receitas anuais de aproximadamente US$ 21 bilhões, refletindo o papel da cidade de Nova Iorque como o principal centro global da indústria de publicidade, metonimicamente conhecida como "Madison Avenue". A indústria da moda da cidade fornece aproximadamente 180.000 funcionários com US$ 11 bilhões em salários anuais.
Outros setores econômicos importantes incluem pesquisa e tecnologia médica, instituições sem fins lucrativos e universidades. A manufatura responde por uma parcela significativa, mas em declínio, do emprego. O processamento de alimentos custa US$ 5 bilhões de indústrias que empregam mais de 19.000 residentes.
O chocolate é a principal exportação de alimentos especiais da cidade de Nova Iorque, com mais de US$ 200 milhões em exportações anualmente.

## Wall Street

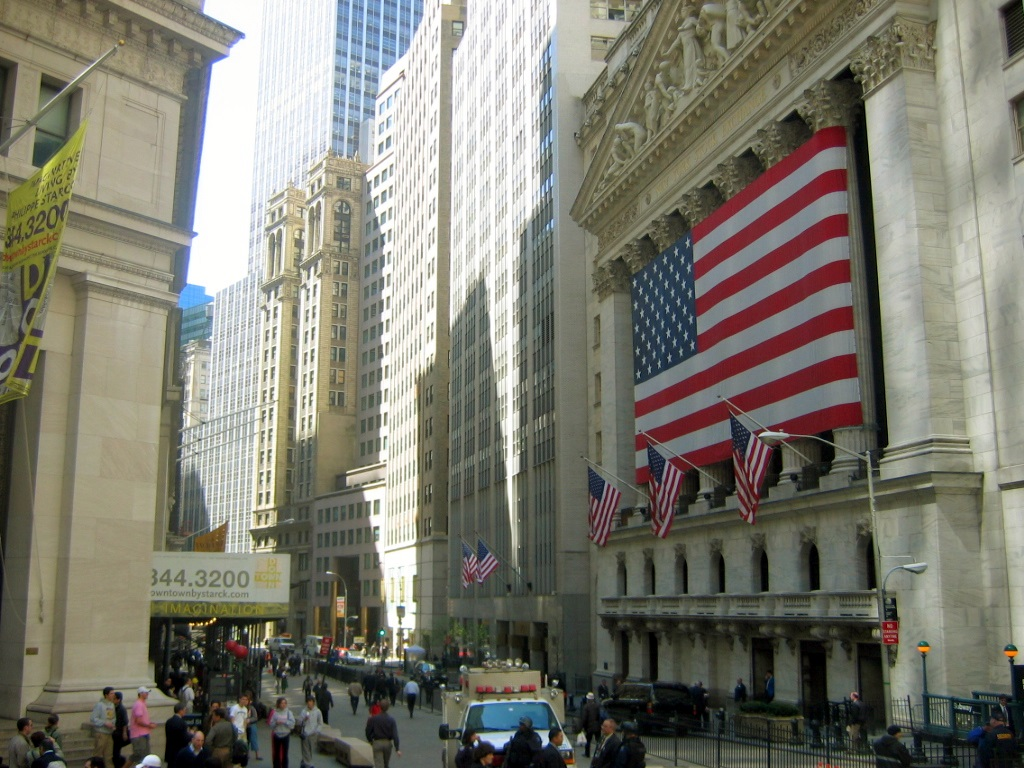
A Bolsa de Valores de Nova Iorque em Wall Street, a maior bolsa de valores do mundo por capitalização de mercado total de suas empresas listadas

O setor econômico mais importante da cidade de Nova Iorque reside em seu papel de sede da indústria financeira dos Estados Unidos, metonimicamente conhecida como "Wall Street". A indústria de valores mobiliários da cidade, respondendo por 181.300 empregos em 2018, continua a formar o maior segmento do setor financeiro da cidade e um importante motor econômico, respondendo por cerca de 5% dos empregos do setor privado da cidade em 2018, 6% (US$ 3,7 bilhões) da receita tributária municipal, 17% (US$ 13,2 bilhões) da receita tributária estadual e um quinto do total de salários da cidade. Os funcionários do setor de valores mobiliários ganharam um salário médio (incluindo bônus) de $ 398.600 em 2018. 60% desses funcionários vivem na cidade, 32% são imigrantes, 51% possuem apenas um diploma de bacharel e 39% possuem um diploma avançado. Esta indústria de alto rendimento contribui significativamente para a economia geral da cidade de Nova Iorque, com 1 em cada 10 empregos associados à indústria e cerca de três empregos criados por um emprego criado na indústria de valores mobiliários. Muitas grandes empresas financeiras estão sediadas na cidade de Nova Iorque, e a cidade também abriga um número crescente de empresas financeiras iniciantes.
Lower Manhattan abriga a Bolsa de Valores de Nova Iorque, em Wall Street, e a Nasdaq, na 165 Broadway, representando a maior e a segunda maiores bolsas de valores do mundo, respectivamente, quando medidas tanto pela média geral do volume diário negociado quanto pela capitalização de mercado total de suas empresas listadas. As taxas de banco de investimento em Wall Street totalizaram aproximadamente US$ 54,9 bilhões em 2018. A cidade de Nova Iorque continua sendo o maior centro global de comércio de ações públicas e mercados de capital de dívida, impulsionado em parte pelo tamanho e desenvolvimento financeiro da economia dos EUA. Nova Iorque também lidera na gestão de fundos de hedge; patrimônio privado; e o volume monetário de fusões e aquisições. Vários bancos de investimento e gestores de investimentos sediados na cidade são participantes importantes em outros centros financeiros globais. Alguns dos maiores bancos comerciais e de investimento do mundo estão sediados na cidade de Nova Iorque: incluindo JPMorgan Chase, Citigroup, Goldman Sachs e Morgan Stanley.

## Tecnologia e biotecnologia

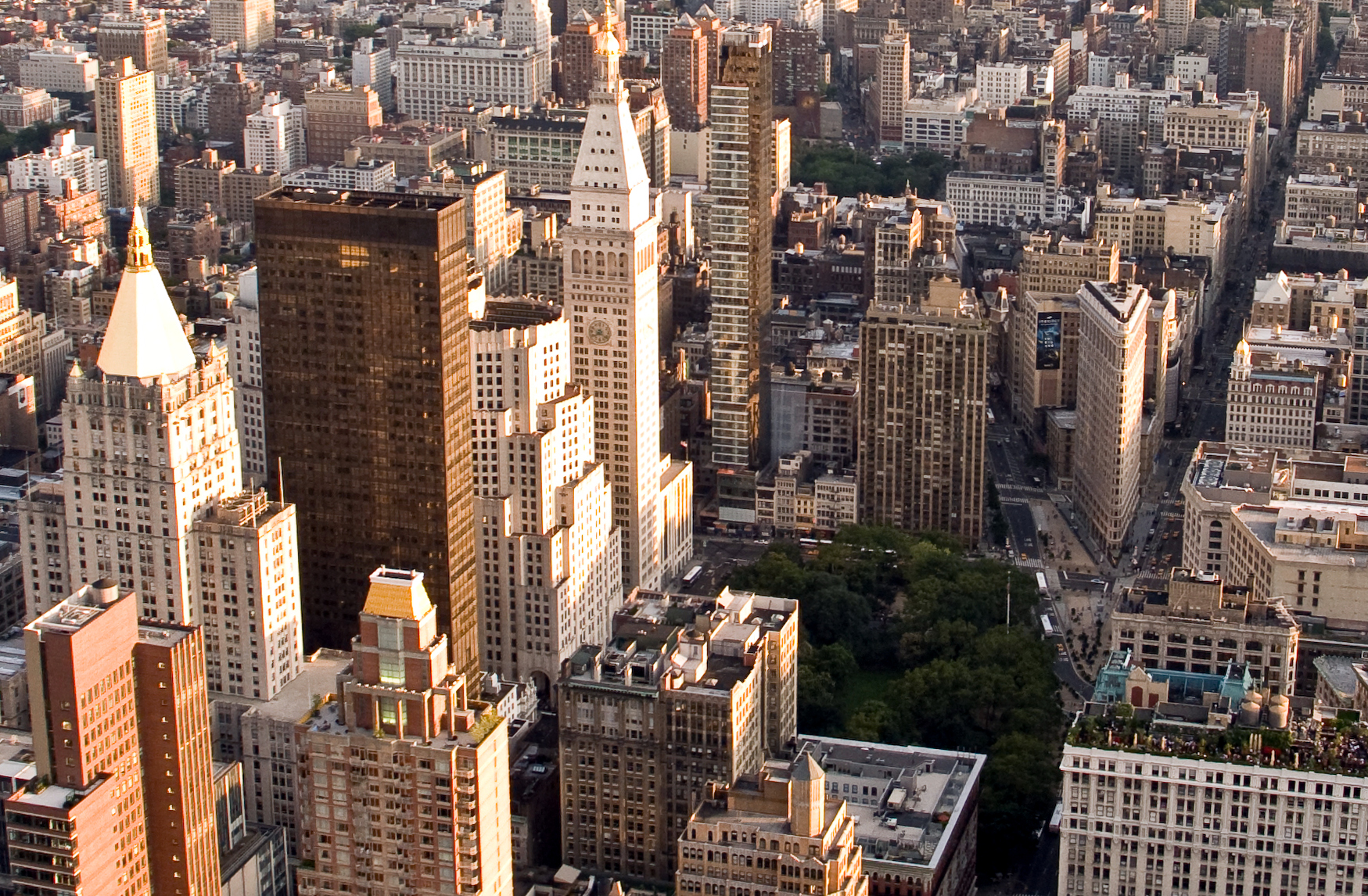
Silicon Alley, antes centrado em Flatiron District, agora é metonímia do setor de alta tecnologia de Nova Iorque, que desde então se expandiu além da área.

Nova Iorque é um centro global de alta tecnologia. O universo tecnológico de Nova Iorque incorpora inteligência artificial, Internet, novas mídias, telecomunicações, mídia digital, desenvolvimento de software, biotecnologia, design de jogos, Fintech  e outros campos da tecnologia da informação. Em 2015, a Silicon Alley gerou mais de US$ 7,3 bilhões em investimentos de capital de risco em um amplo espectro de empresas de alta tecnologia, a maioria sediada em Manhattan, com outras no Brooklyn, Queens e em outras partes da região. Startups de alta tecnologia e empregos estão crescendo na cidade de Nova Iorque e na região metropolitana, reforçadas pela posição da cidade na América do Norte como o principal hub de Internet e centro de telecomunicações, incluindo sua proximidade com várias linhas transatlânticas de fibra óptica, Nova Iorque capital intelectual e sua ampla conectividade sem fio externa. A Verizon, com sede na West Street, 140 em Lower Manhattan, estava nos estágios finais em 2014 para concluir uma atualização de telecomunicações de fibra óptica de US$ 3 bilhões em toda a Nova Iorque. Desde 2014, a cidade de Nova Iorque recebeu 300.000 funcionários do setor de tecnologia. O setor de tecnologia tem reivindicado uma parcela maior da economia da cidade de Nova Iorque desde 2010.
O setor de biotecnologia também está crescendo na cidade de Nova Iorque, impulsionado pela força da cidade em pesquisa científica acadêmica e apoio financeiro público e comercial. Em 19 de dezembro de 2011, o então prefeito Michael R. Bloomberg anunciou sua escolha da Cornell University e do Technion-Israel Institute of Technology para construir uma escola de pós-graduação em ciências aplicadas de US$ 2 bilhões chamada Cornell Tech na Ilha Roosevelt com o objetivo de transformar a cidade de Nova Iorque. na principal capital tecnológica do mundo.

## Assistência médica
Pesquisa e serviços médicos impulsionam o setor de saúde de Nova Iorque. A cidade tem o maior número de diplomas de pós-graduação em ciências da vida concedidos anualmente nos Estados Unidos, 60.000 médicos licenciados e 127 ganhadores do Prêmio Nobel com raízes em instituições locais. Nova Iorque recebe a segunda maior quantia de financiamento anual dos Institutos Nacionais de Saúde entre todas as cidades dos EUA, depois de Boston.
A indústria de assistência médica emprega aproximadamente 565.000 pessoas na cidade de Nova Iorque, de acordo com o Censo dos EUA, tornando-a o segundo maior empregador da cidade, depois do governo. Em Nova Iorque, as 565.000 pessoas trabalham em mais de 70 hospitais, e os 20 hospitais públicos da cidade atendem 1,5 milhão de pacientes internados anualmente.

## Imobiliária
O setor imobiliário é uma força importante na economia da cidade, já que o valor total de todas as propriedades da cidade de Nova Iorque foi avaliado em US$ 1,072 trilhão no ano fiscal de 2017. O Time Warner Center é o imóvel com maior valor de mercado da cidade, com US$ 1,1 bilhões em 2006. A cidade de Nova Iorque abriga alguns dos imóveis mais valiosos do país e do mundo. 450 Park Avenue foi vendido em 2 de julho de 2007 por US$ 510 milhões, cerca de US$ 1.589 por pé quadrado (US$ 17.104/m²), quebrando o recorde de apenas um mês para um prédio de escritórios americano de US$ 1.476 por pé quadrado (US$ 15.887/m²), estabelecido na venda de junho de 2007 do 660 Madison Avenue. De acordo com a Forbes, em 2014, Manhattan abrigava seis dos dez principais CEPs dos Estados Unidos por preço médio de habitação. A Quinta Avenida, no centro de Manhattan, lidera os aluguéis de varejo mais altos do mundo em 2017. Em 2019, a venda de casa mais cara de todos os tempos nos Estados Unidos foi concluída em Manhattan, a um preço de venda de US$ 238 milhões, uma cobertura com vista para o Central Park.

## Manufatura
A manufatura responde por uma parcela significativa do emprego. Roupas, produtos químicos, produtos de metal, alimentos processados e móveis são alguns dos principais produtos. A indústria de processamento de alimentos é o setor manufatureiro mais estável da cidade. A fabricação de alimentos é uma indústria de US$ 5 bilhões que emprega mais de 19.000 residentes, muitos deles imigrantes que falam pouco inglês.

### Vestuário
A indústria de vestuário e confecções da cidade foi historicamente centrada no Garment District, em Manhattan. A indústria de vestuário tem sido significativa na história do trabalho, com imigrantes judeus, italianos e hispânicos e (mais recentemente) chineses trabalhando sucessivamente na indústria. A indústria atingiu o pico por volta de 1950, quando mais de 323.000 trabalhadores estavam empregados na indústria em Nova Iorque. Em 2015, menos de 23.000 residentes da cidade de Nova Iorque trabalhavam na fabricação de roupas, acessórios e tecidos acabados, embora esforços para reviver a indústria estivessem em andamento. Em 2009, havia pouco menos de 1.600 empresas de fabricação de roupas na cidade, das quais cerca de um quarto estavam localizadas dentro ou ao redor do Garment District, que tem cerca de 830,000 pés quadrados (77,1 095 m2)  de espaço fabril. O crescimento da indústria manufatureira da cidade ocorreu no Brooklyn Army Terminal em Sunset Park, Brooklyn.

## Negócios
A cidade de Nova Iorque é única entre as cidades americanas por seu grande número de corporações estrangeiras. Um em cada dez empregos no setor privado da cidade é em uma empresa estrangeira. Frequentemente, isso torna a perspectiva da comunidade empresarial de Nova Iorque internacionalista e conflitante com a política externa, comercial e de vistos de Washington.

## Meios de comunicação

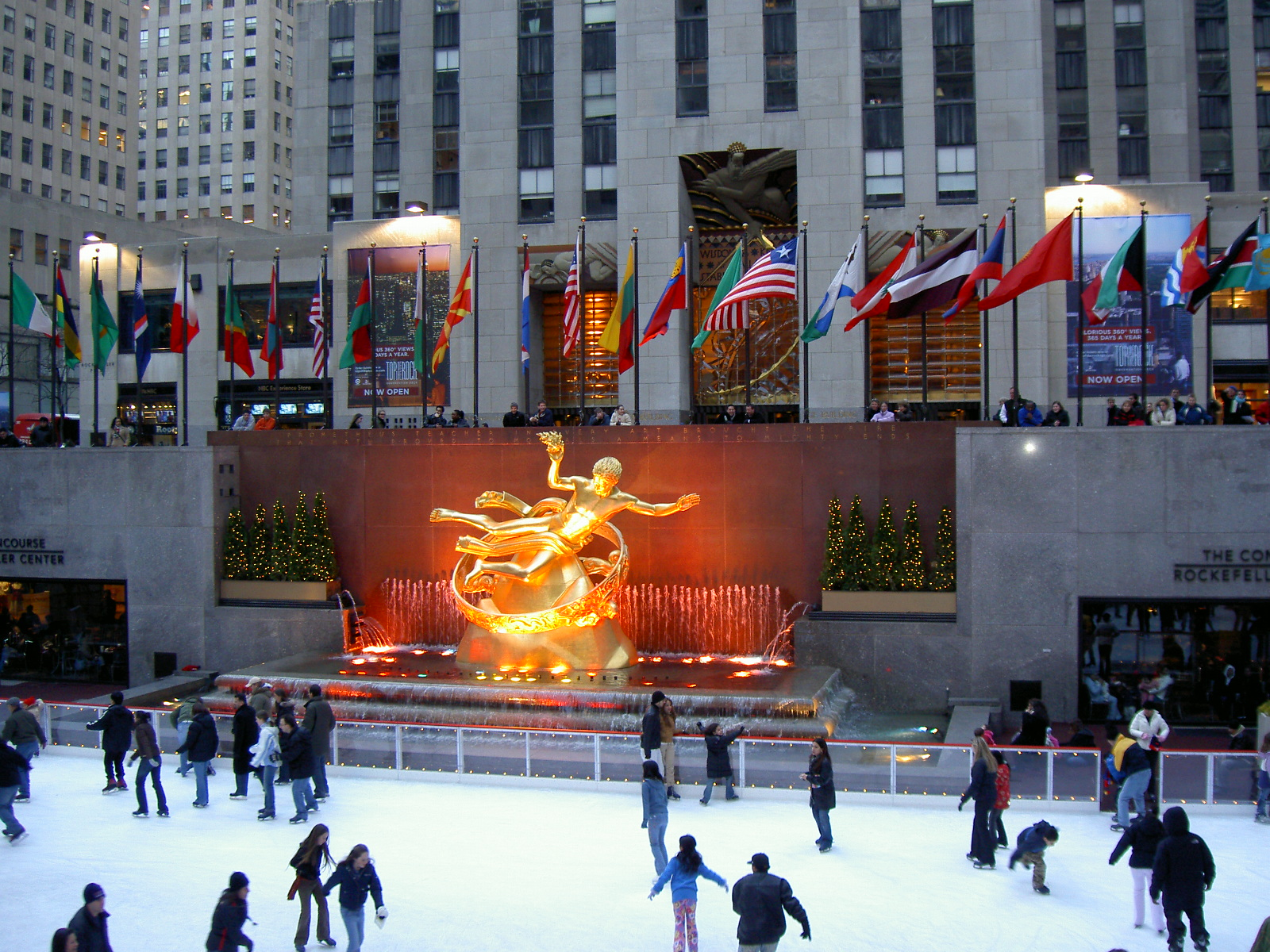
Rockefeller Center é a casa do NBC Studios.

Nova Iorque é de longe o centro mais importante para a mídia de massa, jornalismo e publicações americanas. A cidade é o principal mercado de mídia nos Estados Unidos, com 7% dos lares que assistem televisão no país. Três das quatro grandes gravadoras têm sede na cidade. Mais de 200 jornais e 350 revistas de consumo têm sede na cidade. Só a indústria editorial de livros emprega 25.000 pessoas. Por essas e outras razões, Nova Iorque costuma ser chamada de "a capital mundial da mídia".
Muitos dos maiores conglomerados de mídia do mundo também estão sediados na cidade.

### Filme
Nova Iorque é um local de destaque para a indústria de entretenimento americana, com muitos filmes, séries de televisão, livros e outras mídias sendo ambientados lá. A cidade de Nova Iorque é o segundo maior centro de produção cinematográfica e televisiva dos Estados Unidos, produzindo cerca de 200 longas-metragens anualmente, empregando 130.000 pessoas; a indústria do entretenimento filmado tem crescido em Nova Iorque, contribuindo com quase US$ 9 bilhões apenas para a economia da cidade de Nova Iorque a partir de 2015, e em volume, Nova Iorque é o líder mundial na produção de filmes independentes – um- um terço de todos os filmes independentes americanos são produzidos na cidade de Nova Iorque.

## Principais empresas de capital aberto em Nova Iorque
Empresas da Fortune 500 com sede no estado de Nova Iorque que obtiveram receitas de mais de US$ 15 bilhões em 2015. Todos, exceto dois, estão baseados na cidade de Nova Iorque; A IBM e a PepsiCo estão sediadas em Westchester County, Nova Iorque, ao norte da cidade de Nova Iorque.
| NYC rank (2015)                                                                                            | State rank (2015) | US rank (2015) | World rank (2014) | Empresa                                           | Receitas (billions) | Empregados (worldwide) | Grupo industrial                        |
| 1 | 1                 | 13             | 41                | Verizon Communications                            | $131.6              | 177,700                | Telecomunicações                        |
| 2 | 2                 | 23             | 61                | J.P. Morgan Chase & Co.                           | $101.0              | 234,598                | Bancos comerciais                       |
| 3 | 3                 | 29             | 86                | Citigroup                                         | $88.3               | 231,000                | Bancos comerciais                       |
| (a) | 4                 | 31             | 82                | IBM (Armonk, NY)                                  | $82.5               | 411,798                | Information technology services         |
| 4 | 5                 | 40             | 121               | MetLife                                           | $70.0               | 69,000                 | Life and health insurance (stock)       |
| (b) | 6                 | 44             | 141               | PepsiCo (Purchase, NY)                            | $63.1               | 283,000                | Food consumer products                  |
| 5 | 7                 | 49             | 152               | American International Group                      | $58.3               | 66,400                 | Property and casualty insurance (stock) |
| 6 | 8                 | 55             | 211               | Pfizer                                            | $48.9               | 97,900                 | Pharmaceuticals                         |
| 7 | 9                 | 61             | 297               | New York Life Insurance                           | $45.9               | 11,463                 | Life and health insurance (mutual)      |
| 8 | 10                | 74             | 278               | Goldman Sachs Group                               | $39.2               | 36,800                 | Bancos comerciais [formerly securities] |
| 9 | 11                | 78             | 306               | Morgan Stanley                                    | $37.9               | 56,218                 | Bancos comerciais [formerly securities] |
| 10 | 12                | 82             | 349               | TIAA (Teachers Insurance and Annuity Association) | $35.2               | 12,735                 | Life and health insurance (mutual)      |
| 11 | 13                | 83             | 352               | INTL FCStone                                      | $34.7               | 1,231                  | Diversified financials                  |
| 12 | 14                | 85             | 325               | American Express                                  | $34.4               | 54,800                 | Diversified financials                  |
| 13 | 15                | 96             | 375               | Twentieth Century Fox                             | $29.0               | 20,500                 | Entretenimento                          |
| 14 | 16                | 99             | 415               | Time Warner                                       | $28.1               | 24,800                 | Entretenimento                          |
| 15 | 17                | 105            | 438               | Travelers Companies                               | $26.8               | 30,800                 | Property and casualty insurance (stock) |
| 16 | 18                | 106            | 398               | Philip Morris International                       | $26.8               | 80,200                 | Tobacco                                 |
| 17 | 19                | 116            | –                 | Time Warner Cable                                 | $23.7               | 56,430                 | Telecomunicações                        |
| 18 | 20                | 126            | 495               | Alcoa                                             | $22.5               | 60,000                 | Metals                                  |
| 19 | 21                | 168            | –                 | Bristol-Myers Squibb                              | $16.6               | 25,000                 | Pharmaceuticals                         |
| 20 | 22                | 174            | –                 | Colgate-Palmolive                                 | $16.0               | 37,900                 | Household and personal products         |
| 21 | 23                | 179            | –                 | The Bank of New York Mellon                       | $15.5               | 51,200                 | Bancos comerciais                       |
| 22 | 24                | 184            | –                 | Icahn Enterprises                                 | $15.3               | 73,807                 | Diversified financials                  |
| 23 | 25                | 188            | –                 | Omnicom Group                                     | $15.1               | 74,900                 | Advertising, marketing                  |
| Sources: Fortune 500 website, Fortune Global 500 website and Fortune, Volume 173, Number 8 (June 15, 2016) |                   |                |                   |                                                   |                     |                        |                                         |

Notas:(a), (b): Armonk e Purchase estão no Condado de Westchester, Nova Iorque, fora e ao norte da cidade de Nova Iorque. Classificado por receita no ano fiscal encerrado antes de 1º de fevereiro de 2016.A classificação mundial é baseada nas receitas da Fortune Global 500 para o ano fiscal que terminou antes de 1º de abril de 2015.